# Mercedes Sirvén Pérez
Mercedes Sirvén Pérez (Bucaramanga, 1872-La Habana, 25 de mayo de 1948) fue una farmacéutica y militar cubana. Fue la única mujer farmacéutica en las guerras de independencia de Cuba, y la única mujer que alcanzó el grado de comandante del Ejército Libertador cubano.

## Datos biográficos

### Antecedentes familiares
Sus padres ―el médico Faustino Sirvén Durán y María de los Ángeles Pérez Puelles― eran conocidos revolucionarios separatistas, oriundos de Gibara.
En 1868 ―debido a las persecuciones de que fueron objeto por sus actividades subversivas― escaparon de Cuba y recorrieron varios países americanos en busca de apoyo y solidaridad para la lucha de independencia de Cuba.
El 15 de junio de 1869, las fuerzas del teniente D. Florencio Gubert detuvieron a los expedicionarios cubanos de la goleta Grapeshot, que habían desembarcado en Baitiquirí (provincia de Guantánamo). Entre ellos se encontraba el tío paterno de Mercedes Sirvén, Ricardo Sirvén Durán, que fue hecho prisionero y sería fusilado en Santiago de Cuba el 24 de junio de 1869.

D. Ricardo Sirvén, natural de La Habana, soltero y del comercio, es pasado por las armas.
Emilio Bacardí Moreau

### Infancia y juventud
En 1872, en Bucaramanga ―capital del departamento de Santander (Colombia)― nació Mercedes.
En 1878 terminó la Guerra de los Diez Años, pero sin independencia ni abolición de la esclavitud.
La familia Sirvén Pérez regresó a Cuba después del Pacto del Zanjón, pero no volvió a su casa en La Habana sino que se radicó en la ciudad de Holguín. Ya tenían tres hijos: Ricardo y Mercedita (ambos nacidos en Bucaramanga) y Faustino (nacido en Puerto Plata, República Dominicana).
Todos crecerían en Holguín. Allí el padre era el único médico de la municipalidad holguinera. En 1882 demandó al Cabildo que le pagara sus salarios atrasados.
Los Sirvén eran miembros de la sociedad La Tertulia, simpatizante del autonomismo (la idea de independizarse de España).

Los miembros del autonomismo holguinero emplearon las veladas político-literarias para propagandizar su ideología. Puede servir de ejemplo la velada efectuada el 13 de mayo de 1888. Ese día el acto contó con dos momentos que se iniciaron con la orquesta sinfónica. En el primero se recitó la poesía al General Serrano, de José Fornaris, declamada por la señorita Mercedes Sirvén Pérez-Puelles; luego fue el discurso político de Manuel Rodríguez Fuentes, y a continuación las poesías. [...] Muchas de las noches en la Prefectura de Mala Noche se dejó oír la dulce voz de Mercedes Sirvén, que junto con su madre y otros familiares se habían trasladado allí con el objetivo de alejarse del dominio español. La voz de Mercedes sirvió para cantarle a las glorias del Ejército Libertador y de sus principales líderes como Martí, Maceo, Gómez y otros.
Hernel Pérez Concepción (historiador) en su libro
Holguín: ¿reforma o revolución? El autonomismo holguinero

El 1 de marzo de 1891, falleció en Holguín la madre de Mercedes Sirvén, María de los Ángeles Pérez-Puelles.
A principios de 1893, el ayuntamiento de la provincia, aunque reconoció que el doctor Sirvén era uno de los médicos mejores de la provincia, y además el único forense de la jurisdicción, advirtió que no tenía dinero para pagarle, y que si lo hiciera establecería diferencias con otros empleados; sin embargo, decretó que se le empezara a pagar un salario mensual y que se le amortizara la deuda devolviéndosele cada mes una mínima cantidad. Sin cobrar un centavo, el doctor Faustino Sirvén Durán falleció en Holguín el 13 de abril de 1893, debido a una uremia.
Los tres hijos estudiaron en la Universidad de La Habana. Ricardo y Mercedita se hicieron licenciados en Farmacia, mientras que Faustino (1871-1933) estudió Medicina, como el padre. El 24 de febrero de 1894, Faustino se casó con la holguinera Consuelo Carreño Serrano, hija natural de José Carreño y Manuela Josefa Serrano Estrada.
El 7 de agosto de 1895, Mercedita ――terminó la carrera de Farmacia en la Universidad de La Habana y se graduó de doctora (licenciada) en Farmacia.
Fue la tercera mujer graduada en la Licenciatura en Farmacia, de ese país. Las dos primeras habían sido la guanabacoana María de la Asunción Méndez de Luarca Díaz (34), graduada el 11 de agosto de 1892, y la habanera María de Jesús Pimentel Peraza (23), graduada el 29 de octubre de 1892.

### La Guerra contra España
Al estallar la Guerra de 1895, el médico Faustino Sirvén ―hermano de Mercedes― se mantuvo en la ciudad mientras pudo, ayudando siempre al campo insurrecto, hasta que el 12 de diciembre de 1895 se incorporó al Ejército Libertador Mambí como jefe de Sanidad en la tercera división del segundo cuerpo, que comandaba el mayor general José Manuel Capote Sosa (1842-1934).
El 5 de octubre de 1896, Mercedes llegó a Holguín desde La Habana, y se incorporó con su hermano Faustino y su cuñada Consuelo a las fuerzas segregacionistas.
En el rancho de Palmarito de Gamboa, (también se lo llama Rancho de Palmarito de Sur) al sur de Victoria de Las Tunas fundó la «Botica Revolucionaria» ―con su inmenso tesoro de medicamentos oculto a los invasores―, que fue el centro abastecedor de todos los hospitalitos de la región.
Su cuñada Consuelo Carreño Serrano la acompañaba como enfermera.
A finales de ese año (1896), el general de brigada Dr. Eugenio Sánchez Agramonte (hijo de la patriota Concepción Agramonte), jefe de Sanidad Militar, reconoció la decisión de los tres jóvenes y agradeció el magnífico aporte profesional así como la gran cantidad de medicinas que llevó Mercedes, procedentes de La Habana.
Sánchez Agramonte le otorgó a Mercedita el grado de capitana del Cuerpo de Seguridad del Ejército Libertador.
Mercedes Sirvén era una mujer de singular valor. Su botica revolucionaria abastecía de medicamentos y materiales de curación a diferentes hospitales de guerra, tanto fijos como ambulantes, en todo el territorio holguinero y de Las Tunas. Su hermano Ricardo ―también farmacéutico― era el más eficiente suministrador, desde La Habana.
Como en esos meses se utilizó mucho la quinina contra el paludismo que atacó a los combatientes del Ejército Libertador y a los campesinos insurgentes, el medicamento se agotó rápidamente. Esto obligó a Mercedes a aplicar las experiencias del propio campesinado en el empleo de plantas medicinales. Gracias a los conocimientos adquiridos en la Universidad, logró obtener un extracto de hierbas silvestres, con el cual preparó unas píldoras de efecto semejante a la quinina y con las que obtuvo muy buenos resultados.
Cuando los médicos se encontraban en labores de campaña, muchas veces ella misma administraba los medicamentos y cuidaba de los enfermos. También se cuenta que bajo el fuego enemigo curaba a los heridos y pasaba las noches preparando fórmulas medicinales.
Ella hacía la distribución sola, sin más compañía que su mula y su fusil.
No fueron pocas las ocasiones en que ante el riesgo de trasladar a un combatiente ―debido a la gravedad de sus heridas―, ella iba a su encuentro para atenderlo, sin dejarse intimidar por el peligro.
Al año siguiente (1897), debido a sus eminentes servicios revolucionarios y militares, Mercedes Sirvén fue ascendida al grado de comandante, el más alto mando que alcanzó alguna mujer en el Ejército Libertador.
También fue la mujer con mayor antigüedad en las filas mambisas, que remontaba al Grito de Baire (también llamado Día de Baire).

### Otras militares cubanas de la independencia[10]
- Gabriela de la Caridad Azcuy Labrador (1861-1914), capitana.
- Ana Cruz Agüero (f. 1936), capitana.
- Rosa María Castellanos y Castellanos, alias Rosa la Bayamesa (1834-1907), capitana.
- María Hidalgo Santana (f. 1956), capitana.
- Trinidad Lagomasino Álvarez, capitana.
- María de la Luz Noriega Hernández (f. 1901), capitana.
- Luz Palomares García (1850-1948), capitana.
- Isabel Rubio Díaz (1837-1898), capitana.
- Catalina Valdés (1837-1915), capitana.
- Ana María de la Soledad Betancourt Agramonte (1932-1901), generala de la Independencia, sin grado militar.
- María Magdalena Cabrales Isaac (1842-1905), generala de la Independencia, sin grado militar.
- Mariana Grajales Coello (1815-1893), madre de los Maceo, generala de la Independencia, sin grado militar.
- Bernarda del Toro Pelegrín, Manana (1852-1911), generala de la Independencia, sin grado militar.

### Después de la guerra
Con la intervención de Estados Unidos en el conflicto de Cuba contra España, otra vez fracasaron los sueños de libertad para la isla.
Al finalizar la contienda, la comandante Mercedes Sirvén fue designada al frente de la farmacia del Hospital Civil de la ciudad de Holguín.
En 1902, casi con el inicio de la República, se mudó a la localidad de Gibara, donde fundó su propia farmacia.
En los primeros años del siglo XX formó parte del patronato que se organizó en Gibara para erigir una Estatua de la Libertad en Puerto Padre en octubre de 1904.
En 1912 regresó a Holguín y quedó al frente de la farmacia-droguería Sirvén. En 1915 develó la Estatua de la Libertad erigida en el parque de Gibara.

Mercedes Sirvén se distinguió por poseer una mente bien organizada y un alma gigante.
María Collado (biógrafa de Mercedes Sirvén)

Su hermano Faustino, que era médico cirujano, alcanzó el grado de coronel. En 1899, cuando terminó la guerra, el gobierno interventor estadounidense lo nombró alcalde de Puerto Padre.
En 1902, cuando se instauró la República, Faustino se trasladó con su familia a La Habana, donde fue elegido representante en la primera Cámara de Representantes.
Allí vivió el resto de su vida sirviendo como médico. Falleció en 1933.

### Muerte
No tuve la gloria de nacer en ese pedazo de suelo cubano; pero me siento holguinera, por el cariño que le tengo a todos los que son; porque a Holguín debo inmerecidos afectos y honores; porque a mis correligionarios de allí, debo su designación para representar a la provincia de Oriente, en el Congreso Cubano; porque allí he vivido los mejores años de mi vida; porque para mi mayor gloria, holguineros son mis hijos y porque allí quiero que, en el panteón de mis mayores, dormir el sueño eterno de la muerte.
Mercedes Sirvén

Mercedes vivió en Gibara hasta 1944. Poco a poco, la familia se trasladó a La Habana. La última en mudarse fue Mercedes, quien murió allí en la madrugada del 25 de mayo de 1948.